# Eremias aria
Eremias aria är en ödleart som beskrevs av Anderson och Leviton 1967. Eremias aria ingår i släktet löparödlor, och familjen lacertider. Inga underarter finns listade i Catalogue of Life.
Arten förekommer i Afghanistan. Honor lägger ägg. Ödlan lever i klippiga regioner med glest fördelad växtlighet. Den gömmer sig ofta intill buskar.
För beståndet är inga hot kända. Hela populationen anses vara stor. IUCN listar arten som livskraftig (LC).